# Orville Freeman
Orville Lothrop Freeman, né le 9 mai 1918 à Minneapolis (Minnesota) et mort le 20 février 2003 au même endroit, est un homme politique américain. Membre du Parti démocrate, il est gouverneur du Minnesota entre 1955 et 1961 puis secrétaire à l'Agriculture entre 1961 et 1969 dans l'administration du président John F. Kennedy et dans celle de son successeur Lyndon B. Johnson.

## Biographie
Il est né à Minneapolis le 9 mai 1918. Il a des origines suédoises et norvégiennes. Il est diplômé de l'université du Minnesota en 1940. Il s'est marié le 2 mai 1942 avec Jane Charlotte Shields, avec laquelle il a deux enfants. Il sert dans la United States Marine Corps pendant la Seconde Guerre mondiale dans laquelle il s'était engagé en 1940, et finit avec le grade de major. Il exerce la profession d'avocat à Minneapolis et à Washington.

### Carrière politique
Il tente d'être élu Attorney General du Minnesota en 1950 aux États-Unis. Il tente de se faire élire gouverneur en 1952 aux États-Unis mais il est battu par son adversaire républicain. Il est élu en 1954 et réélu par deux fois en 1956 et en 1958.
À la convention du Parti démocrate pour l'élection de 1960, il vote pour John Fitzgerald Kennedy. Battu en 1960 au poste de gouverneur, il est nommé par Kennedy secrétaire à l'Agriculture. Il est l'un des rares à conserver son poste jusqu'en janvier 1969, avant l'investiture de Richard Nixon.

### Fin de vie
Atteint de la maladie d'Alzheimer, il meurt le 20 février 2003 à Minneapolis.

### Articles annexes
- Secrétaire à l'Agriculture des États-Unis
- Gouverneur du Minnesota